# La conjura de El Escorial
La conjura de El Escorial is een Spaanse film uit 2008, geregisseerd door Antonio del Real.

## Verhaal
In de nacht van 31 maart 1578, vermoorden huurmoordenaars in koelen bloede de minister van financiën Juan de Escobedo in El Escorial. Er volgt een reeks onderzoeken die gericht zijn op mensen dicht bij het hof van Filips II.

## Rolverdeling
| Acteur             | Personage            |
| ------------------ | -------------------- |
| Jason Isaacs       | Antonio Pérez        |
| Julia Ormond       | Princesa de Éboli    |
| Jürgen Prochnow    | Espinosa             |
| Jordi Mollà        | Mateo Vázquez        |
| Joaquim de Almeida | Juan de Escobedo     |
| Juanjo Puigcorbé   | Felipe II            |
| Blanca Jara        | Damiana              |
| Fabio Testi        | Duque de Alba        |
| Rosana Pastor      | Doña Juana de Coello |
| Pablo Puyol        | Insausti             |
| Concha Cuetos      | Bernardina           |
| Tony Peck          | Tiépolo              |

## Ontvangst

### Prijzen en nominaties
Een selectie:
| Jaar | Evenement                       | Categorie                | Genomineerde                  | Resultaat   |
| ---- | ------------------------------- | ------------------------ | ----------------------------- | ----------- |
| 2009 | Premios Goya (23ste uitreiking) | Beste vrouwelijke bijrol | Rosana Pastor                 | Genomineerd |
| 2009 | Premios Goya (23ste uitreiking) | Beste camerawerk         | Carlos Suárez                 | Genomineerd |
| 2009 | Premios Goya (23ste uitreiking) | Beste artdirector        | Luis Vallés                   | Genomineerd |
| 2009 | Premios Goya (23ste uitreiking) | Beste kostuums           | Javier Artiñano               | Genomineerd |
| 2009 | Premios Goya (23ste uitreiking) | Beste grime en haarstijl | José Quetglas, Nieves Sánchez | Genomineerd |